# خیمی خرنت
خیمی خرنت (انگلیسی: Jaime Jornet؛ زادهٔ ۶ ژانویهٔ ۱۹۸۷) بازیکن فوتبال اهل اسپانیا است.
از باشگاه‌هایی که در آن بازی کرده‌است می‌توان به باشگاه فوتبال الچه اشاره کرد.